# Agdistis malleana
Agdistis malleana là một loài bướm đêm thuộc họ Pterophoridae. Nó được tìm thấy ở Nam Phi và Swaziland.